# Perbo (Curup Utara)
Perbo is een bestuurslaag in het regentschap Rejang Lebong van de provincie Bengkulu, Indonesië. Perbo telt 725 inwoners (volkstelling 2010).